# Richard Mayo (femkampare)
Richard Walden Mayo, född 12 juni 1902 i Dorchester, död 10 november 1996 i Boca Raton, var en amerikansk femkampare.
Mayo blev olympisk bronsmedaljör i modern femkamp vid sommarspelen 1932 i Los Angeles.